# Macromckenzia swansoni
Macromckenzia swansoni är en kräftdjursart som beskrevs av Rosalie F. Maddocks 1990. Macromckenzia swansoni ingår i släktet Macromckenzia och familjen Macrocyprididae. Inga underarter finns listade i Catalogue of Life.